# Calycophyllum spruceanum
Calycophyllum spruceanum är en måreväxtart som först beskrevs av George Bentham, och fick sitt nu gällande namn av Joseph Dalton Hooker och Karl Moritz Schumann. Calycophyllum spruceanum ingår i släktet Calycophyllum och familjen måreväxter. Inga underarter finns listade i Catalogue of Life.